# Ghiacciaio Cadman
Il ghiacciaio Cadman (in inglese Cadman Glacier) (65°37′S 63°47′W) è un ghiacciaio lungo circa 14 km e largo, alla bocca, circa 2,7 km, situato sulla costa di Graham, nella parte occidentale della Terra di Graham, in Antartide. Il ghiacciaio, il cui punto più alto si trova 295 m s.l.m., fluisce verso nord-ovest fino a entrare nella parte meridionale della baia di Beascochea, a sud di  punta Plas.

## Storia
Il ghiacciaio Cadman è stato avvistato per la prima volta nel 1909 durante la seconda spedizione antartica francese al comando di Jean-Baptiste Charcot e fu in seguito mappato più dettagliatamente durante la spedizione britannica nella Terra di Graham, 1934-37, al comando di John Rymill. Più tardi, il ghiacciaio è stato poi così battezzato in onore di John Cadman, 1º barone Cadman di Silverdale, che contribuì a sovvenzionare la suddetta spedizione britannica.